# 남양도서관
남양도서관은 경기도 화성시 남양읍 소재의 도서관이다.

## 연혁
- 1994년 4월 1일 남양도서관 개관
- 2001년 3월 1일 화성시 시설관리공단 위탁
- 2001년 7월 25일 화성시립이동도서관 개관
- 2001년 1월 평생학습관 지정(경기도 교육감)
- 2003년 10월 6일 디지털자료실 개실
- 2012년 7월 30일 화성시립이동도서관 폐관
- 2012년 11월 1일 화성시 문화재단 위탁
- 2017년 12월 신축이전
- 2019년 7월 화성시청 평생학습과 직영운영
- 2021년 1월 화성시청 도서관정책과 직영운영

## 시설현황
- 4층: 열람실, 휴게실
- 3층:전자정보실, 정책자료실, 문화교실
- 2층: 종합자료실
- 1층: 어린이자료실, 장난감실, 강당